# ページ〜君と綴る物語〜
「ページ〜君と綴る物語〜」（ページ〜きみとつづるものがたり〜）は、eyelisの楽曲。ユニットの5枚目のシングルとして2016年2月3日にワーナー・ブラザース・ホームエンターテイメントから発売された。

## 音楽性
表題曲は「絆にのせて」に引き続き、テレビアニメ『赤髪の白雪姫』のエンディングテーマに起用された。ヴォーカルと作曲を担当した川崎里実によれば、物語が進み、シリアスな展開も多くなることを意識して、楽曲に切なさを込めつつも、希望はあるというメッセージとして歌い方や楽曲に強い芯を残し、さらに、曲名に「ページ」とあるように、曲調もページを開くように場面が変わることを想像し、何度か転調を入れたという。また、よりアニメの世界観を伝えるために、編曲の段階で、サビを疾走感が感じられるように変更し、その結果、印象が明るくなったと増田武史は述べている。
カップリング曲は、ユニットとして活動する中で、初めて作詞・作編曲をすべて1人で担当した楽曲である。制作した増田は、「絆にのせて」の世界観を引き継いだので、合わせて聞いてほしいと述べている。また、全体として力強さと切なさを表現し、展開を多くしているという。表題曲と同じくヴォーカルは川崎が担当する。

## リリース
ユニットのシングルとしては前作「絆にのせて」から約半年ぶりのリリースとなる。
販売形態は、特典DVD付（1000590449）と通常盤（1000590450）の2種。特典DVDには同アニメの1stシーズン、2ndシーズン両方のノンクレジットEDを収録されている。ジャケットはどちらも共通で、『赤髪の白雪姫』原作者・あきづき空太描きおろしイラスト。

## 批評
CDジャーナルは、心ときめく世界を盛り上げる美しい旋律と優しい歌声が特徴の楽曲だと評価した。

## シングル収録内容
| #         | タイトル                                 | 作詞      | 作曲      | 編曲      | 時間  |
| --------- | ---------------------------------------- | --------- | --------- | --------- | ----- |
| 1.        | 「ページ〜君と綴る物語〜」               | 矢吹香那  | 川崎里実  | 前口渉    | 4:40  |
| 2.        | 「消えない想い」                         | 増田武史  | 増田武史  | 増田武史  | 4:06  |
| 3.        | 「ページ〜君と綴る物語〜」(TV EDIT)      |           |           |           | 1:35  |
| 4.        | 「ページ〜君と綴る物語〜」(Instrumental) |           |           |           | 4:40  |
| 5.        | 「消えない想い」(Instrumental)           |           |           |           | 4:04  |
| 合計時間: | 合計時間:                                | 合計時間: | 合計時間: | 合計時間: | 19:05 |

| #  | タイトル                                     | 作詞 | 作曲・編曲 |
| -- | -------------------------------------------- | ---- | ---------- |
| 1. | 「ページ〜君と綴る物語〜」(ノンクレジットED) |      |            |
| 2. | 「絆にのせて」(ノンクレジットED)             |      |            |